# Runnin’ Down a Dream
«Runnin' Down a Dream» — композиция американского рок-музыканта Тома Петти, выпущенная в июле 1989 года в качестве второго сингла с альбома Full Moon Fever. Композиция пользовалась умеренным успехом достигнув 23-го места в национальном чарте Канады, а также в американском Billboard Hot 100, кроме того она заняла верхнюю строчку хит-парада Album Rock Tracks. Впоследствии песня пользовалась гораздо бо́льшей популярностью на радиостанциях транслирующих классическую рок-музыку, а также подарила своё название документальному фильму посвящённому Тому Петти и группе The Heartbreakers.

## Текст и музыкальная составляющая
Песня была написана в соавторстве с Джеффом Линном и Майком Кэмпбеллом. Строчка «Мимо проплывали деревья, а Дел напевал „Беглянку“» (англ. «Trees went by, me and Del were singin' „Little Runaway“») является отсылкой к музыкальным корням Тома Петти — композиции Дела Шеннона «Runaway».
Мелодия композиции базируется на тональности Ми-мажор в качестве тоники, однако в ней также широко используются мажорные аккорды вне этой тональности, такие как Ля, Ре, Соль и До. В некоторых пассажах (включая инструментальную концовку) звучит органный пункт в ба́совой Ми, при этом аккорды меняются с Ми-мажора на До и Ре-мажор. Фуззовый гитарный рифф, базируется на нотах Си♭, Си, Ля и Ми (что фактически представляет собой классическую шестиступенную блюзовую гамму без ноты Ре).

## Музыкальное видео
Для песни было снято анимационное музыкальное видео, режиссёром которого выступил Джим Ленехан. Сюжет основан на нескольких эпизодах комикса «Маленький Нимо» американского карикатуриста Уинзора Маккея. Видео выдержанно в рисованном стиле, стилизованном под рисунки Маккея, и демонстрирует приключения Томма Петти в сопровождении персонажа напоминающего Флипа путешествующих через Страну Сновидений (англ. Slumberland). Также в клипе имеются отсылки к фильму «Кинг-Конг», когда Петти взбирается на вершину Крайслер-билдинг, где пытается отбиться от атаки комаров-переростков, подобно тому, как Конг отмахивался от окруживших его бипланов.

## Кавер-версии
В 2008 году американская хоррор-панк/метал-группа Wednesday 13 записала кавер-версию песни для своего мини-альбома Bloodwork.
Во время турне 2013 года рок-группа Dave Matthews Band исполнила кавер-версию этой песни на одном из своих концертов.
В 2016 году стоунер-метал-группа Karma to Burn перепела эту песню на итальянском языке, «Uccidendo Un Sogno», для своего EP Mountain Czar, с приглашённой вокалисткой Стефани Сави.

## В популярной культуре
Песня звучит в саундтреке видеоигры «Grand Theft Auto: San Andreas», также она была официальной темой финала НБА 2006 и 2008 годов. Кроме того, композиция фигурировала в финале НБА 2010 года — в конце третьего тайма она прозвучала во время рекламной паузы. Песня фигурирует в музыкальных видеоиграх «Guitar Hero 5» и «Rock Band 2», в последней в качестве загружаемого контента. Том Петти и The Heartbreakers исполнили эту композицию в финале Супербоул XLII (февраль 2008 года), с расширенным соло Майка Кэмпбелла. Композиция является частью саундтрека киноленты «Ларри Краун» Тома Хэнкса. В эпизоде «Arlen City Bomber» мультсериала «Царь горы» Лаки Кляйншмидт (озвученный Томом Петти) произносит фразу: «I’m gonna help you run down that dream, Bobby». Также песня фигурирует в мультсериале «Гриффины» (эпизод «Книга Джо»).
Летом 2018 года телеканал NBC использовал кавер-версию этой песни (в исполнении ZZ Ward) в качестве темы для гоночной телепередачи «NASCAR on NBC».

## Чарты
| Чарт (1989)                    | Высшая позиция |
| ------------------------------ | -------------- |
| Australia ARIA Singles Chart   | 68             |
| Canadian RPM Top Singles       | 23             |
| UK Singles Chart               | 55             |
| US Billboard Album Rock Tracks | 1              |
| US Billboard Hot 100           | 23             |